# 1º Reggimento artiglieria "Cacciatori delle Alpi"
Il 1º Reggimento artiglieria "Cacciatori delle Alpi" è stato un reggimento prima del Regio Esercito e poi dopo la seconda guerra mondiale dell'Esercito Italiano, sciolto nel 1999.

## Storia
Il Reggimento trae origine dall'11 Reggimento artiglieria costituito a Foligno nel 1870 con decreto 13 novembre, con reparti ceduti dal 4º Reggimento artiglieria da piazza con 5 btr da piazza e dal 5°, 7°, 8º artiglieria da campagna, che concorse alla formazione del nuovo reggimento con otto batterie, alcune delle quali avevano partecipato alle campagne del Risorgimento.
Il 1º Gennaio 1874 con il passaggio del 1º Reggimento artiglieria pontieri all'Arma del Genio ha assunto la denominazione di 1º Reggimento artiglieria e il 25 giugno 1882 la denominazione di 1º Reggimento artiglieria da campagna ed in virtù della legge di riordinamento dell'esercito del 23 giugno 1887, il 1º novembre dell'anno stesso fu aumentato di quattro batterie, il 1 ° novembre 1888 di altre due, perdendo lo stesso giorno otto batterie le quali costituirono il 13º reggimento artiglieria da campagna.
All'entrata in guerra dell'Italia nella prima guerra mondiale il reggimento era inquadrato nel IX Corpo d'armata e nel corso del conflitto presso il deposito reggimentale vennero costituiti i comandi del 37º e 55º Reggimento artiglieria da campagna, una batteria da montagna, due Batterie di artiglieria di assedio e reparti minori.
Nell'ottobre 1934 il reggimento assunse la denominazione di 1º Reggimento artiglieria di Divisione di fanteria e alla fine del 1935 ricevette lo stendardo il cui uso venne concesso il 14 novembre 1935 con il Regio decreto 2043 a tutti i reggimenti di artiglieria.
Nel 1939, in relazione al programma di trasformazione organica del Regio Esercito, che prevedeva la costituzione di divisioni di nuovo tipo, venne costituita la 22ª Divisione fanteria "Cacciatori delle Alpi" erede delle tradizioni della Brigata "Alpi", che nel primo conflitto mondiale aveva avuto tra i suoi comandanti il Colonnello brigadiere Peppino Garibaldi, eroe dell'eroe dei due mondi, combattendo sul fronte occidentale col II Corpo d'armata italiano in Francia del generale Albricci; la nuova grande unità inquadrava il 51° e il 52º Reggimento fanteria e il 1º Reggimento artiglieria di Divisione di fanteria, che assunse la denominazione di 1º Reggimento artiglieria "Cacciatori delle Alpi".
Il reggimento prese parte alla seconda guerra mondiale, inquadrato nella Divisione omonima, che nel giugno 1940 all'ingresso dell'Italia nel conflitto venne schierata sul fronte delle Alpi occidentali, in Liguria, senza entrare mai in azione a causa della rapida capitolazione della Francia. Nel gennaio 1941 la divisione venne inviata in Albania prendendo parte, al comando del Colonnello Aldo Rossi, alla campagna di Grecia e nel luglio dello stesso anno, in seguito all'invasione della Jugoslavia ed all'occupazione italiana del Montenegro, venne assegnata alla zona di Podgorica e poi a settembre in Dalmazia e a dicembre in Croazia a Metcovich, dove venne impiegata, da aprile a giugno 1942, nell'Operazione "Trio" contro i partigiani jugoslavi. Trasferita nella Provincia di Lubiana annessa al Regno d'Italia, la divisione venne impiegata in grandi operazioni di polizia e alla proclamazione dell'armistizio si portò da Lubiana a Fiume, dove venne sciolta l'11 settembre 1943 con il 1º Reggimento artiglieria "Cacciatori delle Alpi" che ne seguì le sorti.
Per non far cadere la Bandiera di guerra nelle mani dei tedeschi, il 9 settembre 1943 il drappo e la lancia vennero nascosti nello zaino dell'Alfiere del Reggimento seguendolo nella prigionia nei campi di concentramento; alla fine del conflitto lo stendardo fu riconsegnato al ricostituito 1º Reggimento artiglieria da campagna.

### La prima ricostituzione
Il 1º Dicembre 1948 il reggimento venne ricostruito a L'Aquila nel quadro della riorganizzazione dell'Esercito Italiano con la denominazione di 1º Reggimento artiglieria da campagna e inquadrato nella Divisione fanteria "Granatieri di Sardegna".
Nel Maggio 1953, utilizzando il personale ed i mezzi dal disciolto 133º Reggimento artiglieria corazzata assunse la denominazione di 1º Reggimento artiglieria corazzata "Pozzuolo del Friuli", inquadrato nella Divisione corazzata "Pozzuolo del Friuli", con sede a Civitavecchia.
Il 31 Dicembre 1958 con lo scioglimento della Divisione corazzata "Pozzuolo del Friuli" il reggimento ne seguì la sorte e venne disciolto cedendo i suoi Gruppi semoventi alle Divisioni di fanteria "Legnano", "Folgore" e "Granatieri di Sardegna".

### La seconda ricostituzione
Nel gennaio 1976 nella sede di Bracciano venne costituito, sulla base dei quadri del preesistente VIII Gruppo artiglieria semovente da campagna dì Corpo d'armata il 1º Gruppo artiglieria semovente da campagna "Cacciatori delle Alpi", che il 2 maggio dello stesso anno ricevette la Bandiera di guerra del disciolto 1º Reggimento artiglieria "Cacciatori delle Alpi" ereditandone le tradizioni, lo stemma araldico e la cravatta rossa della tradizione garibaldina dei Cacciatori delle Alpi. Il gruppo venne posto alle dipendenze della Scuola di artiglieria dell'Esercito Italiano e insieme al 18º Gruppo artiglieria da campagna "Gran Sasso" le due unità hanno costituito le pedine operative e dimostrative della Scuola.
Nel giugno 1981, con lo scioglimento della Scuola Allievi Ufficiali e Sottufficiali di Artiglieria di Foligno, che curava la formazione e l'addestramento degli Allievi delle specialità a traino meccanico, 18º Gruppo artiglieria da campagna "Gran Sasso" viene soppresso e trasformato in Gruppo AUC a traino meccanico e due batterie campali del disciolto 18º Gruppo vennero assorbite dal 1º Gruppo, che persa la dizione "semovente" ha assunto la denominazione di 1º Gruppo artiglieria "Cacciatori delle Alpi".
Il 12 novembre 1999 il 1º Gruppo artiglieria "Cacciatori delle Alpi" è stato soppresso e la sua Bandiera consegnata al Sacrario delle Bandiere dell'Altare della Patria a Roma.

## Stemma
Scudo: di rosso, alla banda in divisa, scorciata, di argento, accompagnata sopra da una testa di medusa d'oro e sotto da un leone d'argento impugnante una spada in palo, poggiante con la zampa posteriore sinistra su un monte dello stesso, uscente da un mare fluttuoso al naturale.
Ornamenti esteriori:
- lo scudo è sormontato dalla corona turrita degli Enti Militari
- lista bifida d'oro, svolazzante, collocata sotto la punta dello scudo, incurvata con la concavità rivolta verso l'alto, riportante il motto, in lettere maiuscole di nero: "ULTRA PRIMUM".